# De osynliga
De osynliga är de övernaturliga väsen som man i nordisk folktro ansåg att man kunde möta, men som man för det mesta inte såg. Hit räknas tomten, skogsrået och vittran. Ibland kunde de visa sig och den som var synsk kunde se dem. I prosan Inferno och legender av August Strindberg nämner författaren de osynliga. Även Martin Koch nämner dem i sitt Valda verk - 3, Timmerdalen.